# 結節性筋膜炎
結節性筋膜炎（けっせつせいきんまくえん、英 Nodular fasciitis，ICD10コード M7239，)は、皮下深部に好発する腫瘍様病変（英 tumor-like lesion）である。骨・軟部腫瘍の分類の枠組みの中で常に論じられる疾患だが，腫瘍ではないのでICD-Oコードは付与されていない。1955年にKonwalerが皮下の偽肉腫性線維腫症（pseudosarcomatous fibromatosis）として報告し「筋膜炎（fasciitis）」と命名したのが最初である。それまで線維腫、線維腫症、肉腫と診断されていた病変から独立した疾患単位として記載されたものである。代表的な良性腫瘍様病変として病理専門医や整形外科医には周知の疾患である。脂肪腫や神経鞘腫に比較すると遭遇頻度は稀であるが，診断目的で生検または切除される機会が多いため，総合病院の病理検査室であれば年に数例は診断機会のある病変である。

## 疫学
患者の年齢は20-50歳代がほとんどを占める。男女差や民族差は明らかでない。

## 症状
皮下腫瘤として患者が自覚することが多く，軽度圧痛を訴える例もある。数ヶ月で急激に増大したかどうかを患者に確かめる必要がある。外傷機縁は明らかでない。Enzingerら（1995年）による1319例の集計によれば，病変部位は上肢（46％），頭頸部（20％），体幹（18％），下肢（16％）の順に多い。特に前腕皮下が好発部位である。頭頸部領域では頚部皮下，外耳道，眼窩以外に，口腔粘膜，咽頭などでの報告例がある。亜型病変として血管内筋膜炎（英 Intravascular fasciitis），頭蓋骨筋膜炎（英 Cranial fasciitis）が知られている（Lauer DH et al, 1980; Patchefsky AS et al, 1981）。

## 病理組織学的特徴
摘出した腫瘤の大きさは長径2cmまでのものが71％を占め，4cmを超えるものは稀有である（Bernstein KE et al., 1982）。皮下深部の脂肪織に白色結節性結節を形成し，周囲の脂肪織に局所浸潤しているように見える。筋膜に接して病変が発生するとは限らない。
病理組織学的には紡錘形筋線維芽細胞の錯綜増殖が基調である。典型例はconfluent phaseの培養細胞を位相差顕微鏡で観察したときのようなパターンと形容される。細胞間の膠原線維の介在は線維腫や線維腫症に比較して乏しい。旺盛な増殖能を反映して核分裂像が強拡大1視野で1-2個存在するが，真の肉腫に認められるような異常核分裂像は観察されない。症例によっては核の大型化や多核化した細胞が混在する。種々の程度に赤血球成分の病変内漏出が認められる。炎症細胞（リンパ球，組織球）の浸潤が目立つ例も多い。毛細血管分布も豊富であるが肉芽組織で観察されるような内皮細胞の腫大した血管は稀である。増殖細胞のほとんどは平滑筋原性アクチンが陽性であり筋線維芽細胞に分化していると理解されている。
穿刺吸引細胞診では肉腫と誤認されることがあるので，確定診断の根拠となる検査としては推奨できない。

## 鑑別疾患リスト
類縁病変である増殖性筋膜炎や増殖性筋炎との鑑別が重要である（Chung EB et al, 1975）。偽肉腫とも呼ばれる病変であるが，線維肉腫，滑膜肉腫，悪性線維性組織球腫と誤認されることは稀である。むしろ筋線維芽細胞への分化を示す腫瘍との鑑別が重要である。特に頭頸部領域，口腔・咽頭領域の筋線維芽細胞増殖性疾患については結節性筋膜炎との異同について再整理が必要である。

## 腫瘍か非腫瘍かを巡る議論
核内DNA量の分析でもdiploid （二倍体細胞）であることはよく知られている。体細胞レベルの染色体転座を報告した例もあるが，特定の染色体転座のパターンは知られていない。現在のところ遺伝子再構成に基づくクローン性増殖の可能性については懐疑的意見が多い。反応性または組織修復機転に基づく病変ということで，近年目覚しい細胞遺伝学的な解析成果が報告されている炎症性筋線維芽細胞腫や線維腫症などに比較して基礎的研究の対象とされることが少ない地味な疾患である。その分，病理診断上のピットフォールとして常に注目を浴び続ける疾患である。

## 治療
腫瘤の完全摘除が有効である。化学療法、放射線療法は適応外である。

## 予後
切除後の局所再発例は1%～10%前後と報告者により一定していない。再発を繰り返す例では他の疾患を考慮すべきである。